# Carcelia pallidipes
Carcelia pallidipes är en tvåvingeart som beskrevs av Ueda 1960. Carcelia pallidipes ingår i släktet Carcelia och familjen parasitflugor. Inga underarter finns listade i Catalogue of Life.